# Стара Весь (Радомщанський повіт)
Стара Весь (пол. Stara Wieś) — село в Польщі, у гміні Пшедбуж Радомщанського повіту Лодзинського воєводства.
Населення — 85 осіб (2011).
У 1975-1998 роках село належало до Пйотрковського воєводства.

## Демографія
Демографічна структура станом на 31 березня 2011 року:
|          | Загалом | Допрацездатний вік | Працездатний вік | Постпрацездатний вік |
| -------- | ------- | ------------------ | ---------------- | -------------------- |
| Чоловіки | 41      | 8                  | 26               | 7                    |
| Жінки    | 44      | 10                 | 17               | 17                   |
| Разом    | 85      | 18                 | 43               | 24                   |